# Matthew White Ridley
Matthew White Ridley, 1. vikomt Ridley (Matthew White Ridley, 1st Viscount Ridley, 1st Baron Wensleydale, 5th Baronet Ridley of Blagdon) (25. července 1842, Londýn, Anglie – 28. listopadu 1904, Blagdon Hall, Northumberland, Anglie) byl britský politik. Jako člen Konzervativní strany byl dlouholetým poslancem Dolní sněmovny (1868–1900) a zastával nižší úřady v několika vládách. V letech 1895–1900 byl britským ministrem vnitra. Po odchodu z vlády byl povýšen na vikomta a stal se členem Sněmovny lordů (1900).

## Životopis

Erb rodu Ridleyů

Pocházel ze staré obchodnické rodiny z Newcastle, kde několik předků zastávalo úřad mayora, od roku 1756 rodina užívala titul baroneta. Narodil se jako starší syn poslance Matthewa Ridleye (1807–1877). Studoval na prestižní střední škole Harrow School, poté absolvoval práva na univerzitě v Oxfordu. Jako člen Konzervativní strany byl v letech 1868–1885 poslancem Dolní sněmovny za volební obvod Northumberland North. V letech 1878–1880 byl státním podsekretářem vnitra a v letech 1885–1886 státním podtajemníkem na ministerstvu financí. Mezitím byl v roce 1885 ve volbách poražen v obvodu Hexham, do parlamentu se dostal znovu v roce 1886 za město Blackpool a poslancem zůstal do roku 1900. Od roku 1892 byl členem Tajné rady a v roce 1895 neúspěšně kandidoval na post předsedy Dolní sněmovny. Ve třetí Salisburyho vládě zastával v letech 1895–1900 funkci ministra vnitra. V roce 1900 vládní kabinet opustil a s titulem vikomta vstoupil do Sněmovny lordů. V rámci Horní sněmovny se angažoval ještě jako místopředseda vládního výboru pro vysokoškolské vzdělání v Irsku (1901–1903). Byl také smírčím soudcem a zástupcem místodržitele v hrabství Northumberland, kde vlastnil statky.

## Rodina

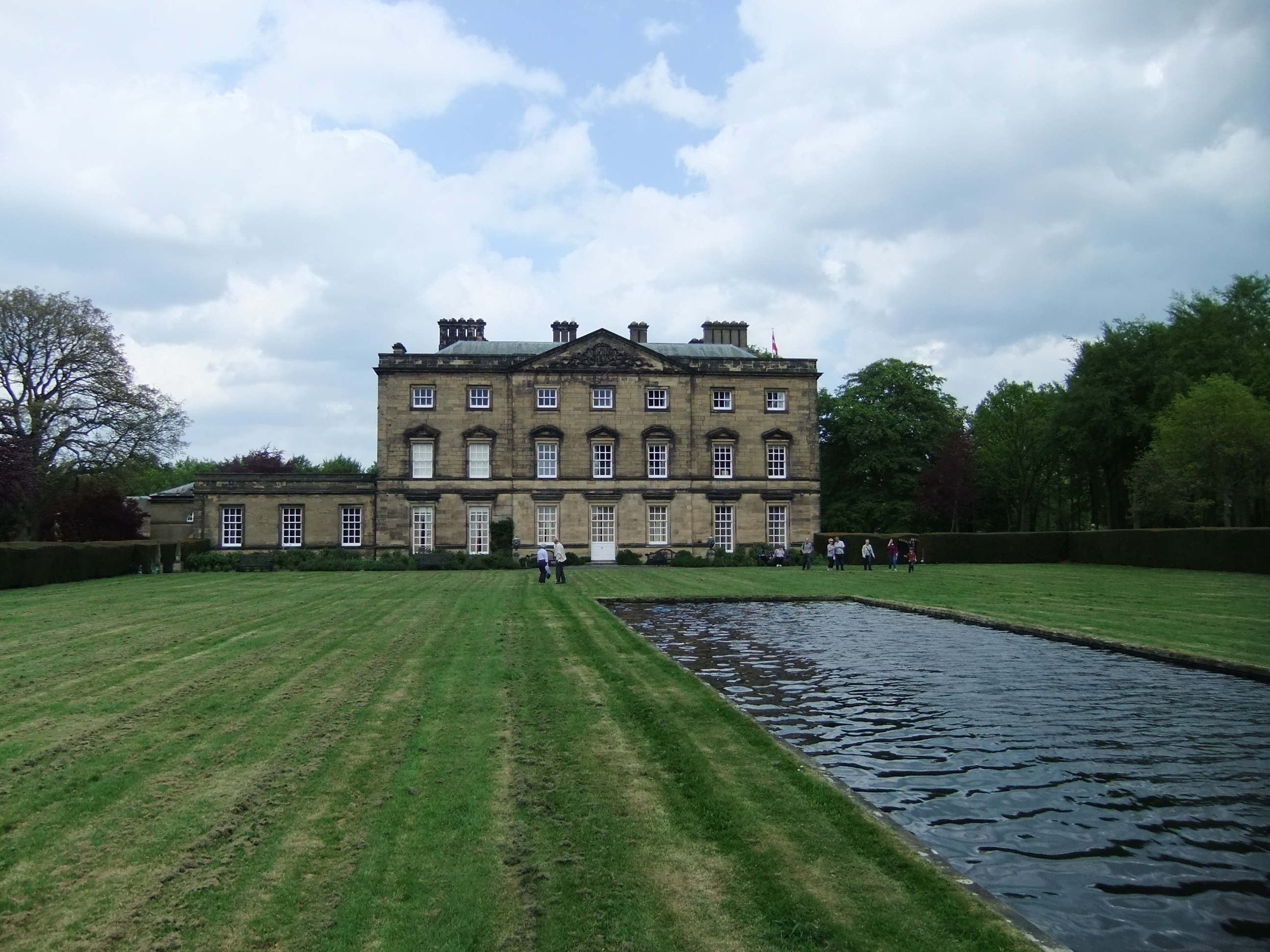
Zámek Blagdon Hall (Northumberland), sídlo rodiny Ridleyů od 18. století

V roce 1873 se oženil s Georgianou Marjoribanks (1850–1909), sestrou politika 2. barona Tweedmoutha. Z jejich manželství pocházelo pět dětí. Starší syn Matthew White Ridley (1874–1916) byl krátce poslancem Dolní sněmovny a po otcově smrti s titulem vikomta přešel do Sněmovny lordů. Mladší syn Sir Jasper Nicholas Ridley (1887–1951) vynikl jako právník, bankéř a mecenáš umění. Z dcer se Grace (1889–1959) provdala za politika 3. hraběte ze Selborne.
Z pozdějších generací rodu vynikl Matthew White Ridley, 4. vikomt Ridley (1925–2012), který byl v letech 1989–2001 nejvyšším hofmistrem královny Alžběty II. Současným představitelem rodu je Matthew White Ridley, 5. vikomt Ridley (* 1958), který se angažuje v bankovnictví a uplatnil se jako spisovatel.
Mladší bratr 1. vikomta Edward Ridley (1843–1928) byl právníkem, krátce zasedal v Dolní sněmovně a později byl členem nejvyššího soudního dvora.
Majetkem rodu je od konce 17. století panství Blagdon Hall v hrabství Northumberland, zdejší zámek byl postaven v polovině 18. století.